# Strombina deidrogenasi
La strombina deidrogenasi è un enzima appartenente alla classe delle ossidoreduttasi, che catalizza la seguente reazione:
N-(carbossimetil)-D-alanina + NAD+ + H2O ⇄ glicina + piruvato + NADH + H+
L'enzima catalizza anche la reazione della alanopina deidrogenasi (numero EC 1.5.1.17), ma più lentamente. Non agisce sulla L-strombina.